# زمین‌لرزه سالتا
زمین‌لرزه سالتا ممکن است به یکی از موارد زیر اشاره داشته باشد:
- زمین‌لرزه ۱۹۴۸ سالتا
- زمین‌لرزه ۲۰۱۰ سالتا